# Johanna Hundhausen
Johanna Hundhausen (* 3. August 1877 in Mülheim am Rhein; † 6. Juli 1955 in Wissel) war eine deutsche Germanistin und Historikern, die als Lehrerin und Schulleiterin sowie in späteren Jahren als Autorin tätig war.

## Biographie

### Familiärer Hintergrund
Johanna Hundhausen wurde in Mülheim, dem späteren Kölner Stadtteil, geboren. Ihr Vater war der Ingenieur und Unternehmer Hermann Hundhausen, ihre Mutter Maria, geborene von Zuccalmaglio. Ihr Großvater mütterlicherseits war der Jurist, Dichter und Sagenforscher Vincenz von Zuccalmaglio, ihr ein Jahr jüngerer Bruder der Jurist und Professor für deutsche Literatur in Peking, Vincenz Hundhausen.

### Beruflicher Werdegang
Nach dem Tod des Vaters im Jahre 1883 zog die Familie nach Bonn. Dort besuchte Johanna Hundhausen ab 1901 ein privates Lehrerinnenseminar, das an eine höhere Mädchenschule angeschlossen war. An dieser Schule war sie nach Beendigung ihrer Ausbildung drei Jahre lang als Lehrerin tätig. 1906 starb ihre Mutter. 1908 erhielten Frauen in Preußen das volle Immatrikulationsrecht, und Johanna Hundhausen nahm im Alter von 31 Jahren ein Studium der Germanistik und Geschichte an der Universität Bonn auf. Sie entschied sich für den Beruf der Lehrerin, was gleichzeitig eine Entscheidung gegen Ehe und Familie bedeutete, da seit 1892 das sogenannte „Lehrerinnenzölibat“ gesetzlich vorgeschrieben war. Anderthalb Jahre war sie als Seminaroberlehrerin in Arnsberg tätig, 1913 wechselte sie als Oberlehrerin nach Kleve. Dort engagierte sie sich auch gesellschaftlich: Sie war Vorsitzende der Jugendgruppe Katholischen Deutschen Frauenbundes und war als eine der ersten Frauen Mitglied in einem städtischen Ausschuss, dem Ausschuss für Jugendpflege.
Im November 1918 wurde Hundhausen Mitglied im Organisationsausschusses der Deutschen Zentrumspartei, der die Parteiorganisation an das neue Wahlrecht in der Weimarer Republik anpassen sollte. Sie galt als begabte Rednerin, und auf Wahlveranstaltungen sprach sie besonders die Frauen als Wähler an und rief diese zum politischen Engagement auf. Sie forderte die Frauen auf, die Wahlen zur Nationalversammlung wahrzunehmen, weil in diesem Gremium über die künftige rechtliche Stellung der Frau entschieden werde. Eine Mitarbeit von Frauen am politischen Leben sah sie nicht nur als Recht, sondern auch als Pflicht. Auch von ihren Schülerinnen verlangte sie politisches Interesse. Sie forderte die Frauen auf, sich für bessere Arbeitsbedingungen für Frauen zu engagieren. Damit stand sie im Gegensatz zu manchen konservativen Mitgliedern der Zentrumspartei, die nach dem Ende des Ersten Weltkrieges erwarteten, dass Frauen, die im Krieg berufstätig gewesen waren, sich nun wieder aus dem Erwerbsleben zurückziehen sollten. 1927 gründete sie zusammen mit Theresa von Jordans den Klever Zweigverein des Katholischen Frauenbundes.
1919 übernahm Johanna Hundhausen die Leitung des katholischen Mädchenlyzeums in Kleve. Das sechsklassige Lyzeum war als höhere Lehranstalt anerkannt, auf der die Schülerinnen nach den Lehrplänen für Realgymnasien für Jungen die Mittlere Reife erwerben konnten. Auf Hundhausens Initiative hin wurde die Schule so ausgebaut, dass Schülerinnen künftig an ihr auch ihr Abitur ablegen konnten und gründlichen Lateinunterricht erhielten, was nach Johannas Hundhausens Begründung notwendig war, damit die Mädchen zum Hochschulstudium befähigt wurden und darüber hinaus ein Verständnis für die Liturgie des katholischen Kirche entwickelten. Um die hohen Anforderungen und die damit verbundenen höheren Kosten erfüllen zu können, nahm die Schule, die ab 1925 Marienschule hieß, in den Niederlanden einen Kredit über 100.000 Gulden auf. Die Bürgschaft übernahm die Eigentümerin der Schule, die katholische Kirchengemeinde St. Mariä Himmelfahrt. 1931 machten die ersten Schülerinnen ihr Abitur an der Schule.
Am 23. April 1933, nach der Machtergreifung durch die Nationalsozialisten, wurde das Gesetz gegen die Überfüllung deutscher Schulen und Hochschulen erlassen, wonach der Anteil der weiblichen Studenten künftig nur zehn Prozent betragen durfte. Im gleichen Monat kam es zu ersten Angriffen gegen Johanna Hundhausen: So wurde eine angebliche Verschwendung von öffentlichen Geldern in der Schule in ausführlichen Presseberichten öffentlich angeprangert; schließlich wurden diese Zuschüsse durch Stadt und Kreis gesperrt. Zum Ende des Schuljahres 1933/34 wurde Hundhausen im Alter von 56 Jahren in den Ruhestand versetzt; ob freiwillig oder unfreiwillig, ist nicht bekannt.

### Letzte Lebensjahre
Nach ihrer Pensionierung widmete sich Johanna Hundhausen Aufgaben im Katholischen Frauenbund. Sie hielt Vorträge und verfasste Aufsätze für die Zeitschrift Die christliche Frau, vorrangig über Frauenpersönlichkeiten aus dem niederrheinischen Raum oder dem Stift Essen. Als während des Zweiten Weltkriegs Lehrkräfte fehlten, wurde sie kurzzeitig wieder als Lehrerin tätig. 1944 wurde sie nach Bombenangriffen auf Kleve nach Essen evakuiert, wo sie im Hedwig-Dransfeld-Haus lebte. Ihr Wunsch war, ihren Lebensabend in dem Kinder- und Altenheim Die Münze in Kleve zu verbringen. Der Umzug dorthin verzögerte sich aber durch die Ausweisung ihres Bruders Vincenz aus China, der 1954 schwer erkrankt nach Deutschland zurückgekehrt war und ebenfalls in die Münze einziehen wollte. Bevor es dazu kam, starb er jedoch im Mai 1955 in seiner Geburtsstadt Grevenbroich, Johanna Hundehausen sechs Wochen später am 6. Juli 1955 im Krankenhaus in Wissel.

## Publikationen
- Die Blüte des Stiftes Essen unter der großen Äbtissin Mathilde. In: die christliche frau. Band 32, 1934, S. 241–243.
- Aus den Anfängen des Essener Stiftes. In: die christliche frau. 1934.[12]
- Mittelalterliche Äbtissinen des Stiftes Essen. In: die christliche frau. 1937.[12]
- Die heilige Kaiserin Helena. In: die christliche frau. 1938.[12]
- mit Heinrich Neu: Frauengräber im Kölner Dom. Hrsg.: Katholischer Deutscher Frauenbund. 2. Auflage. Köln 1980 (Erstausgabe:  1948).